# (16102) Barshannon
(16102) Barshannon (1999 VT68) – planetoida z grupy pasa głównego asteroid okrążająca Słońce w ciągu 3,74 lat w średniej odległości 2,41 j.a. Odkryta 4 listopada 1999 roku.